# Przyjaźń na śmierć i życie
Przyjaźń na śmierć i życie (tytuł oryg. Deadly Friend) to amerykański film fabularny (horror) z 1986 roku, napisany przez Bruce’a Joela Rubina oraz wyreżyserowany przez Wesa Cravena. Film powstał w oparciu o powieść Friend autorstwa Diany Henstell. Opowiada historię geniusza komputerowego, który postanawia wskrzesić zmarłą przyjaciółkę za pomocą wszczepiania do jej mózgu mikrochipa.
Obraz został klapą finansową, w Stanach Zjednoczonych nie pokrywając kosztów produkcji. Spotkał się z negatywnym przyjęciem krytyków, którzy nieprzychylnie ocenili reżyserię Cravena, drugoplanową postać robota o imieniu BB oraz zakończenie filmu. Mimo to, w 1988 projekt uzyskał trzy nominacje do Nagrody Młodych Artystów, w tym w kategorii ulubiony horror lub dramat.

## Obsada
- Matthew Laborteaux − Paul Conway
- Kristy Swanson − Samantha Pringle
- Michael Sharrett − Tom „Slime” Toomey
- Anne Twomey − Jeannie Conway
- Richard Marcus − Harry Pringle
- Anne Ramsey − Elvira Parker
- Lee Paul − sierżant Volchek
- Charles Fleischer − BB (głos)
- Russ Marin − dr. Johanson